# Terminal de Ómnibus de Córdoba

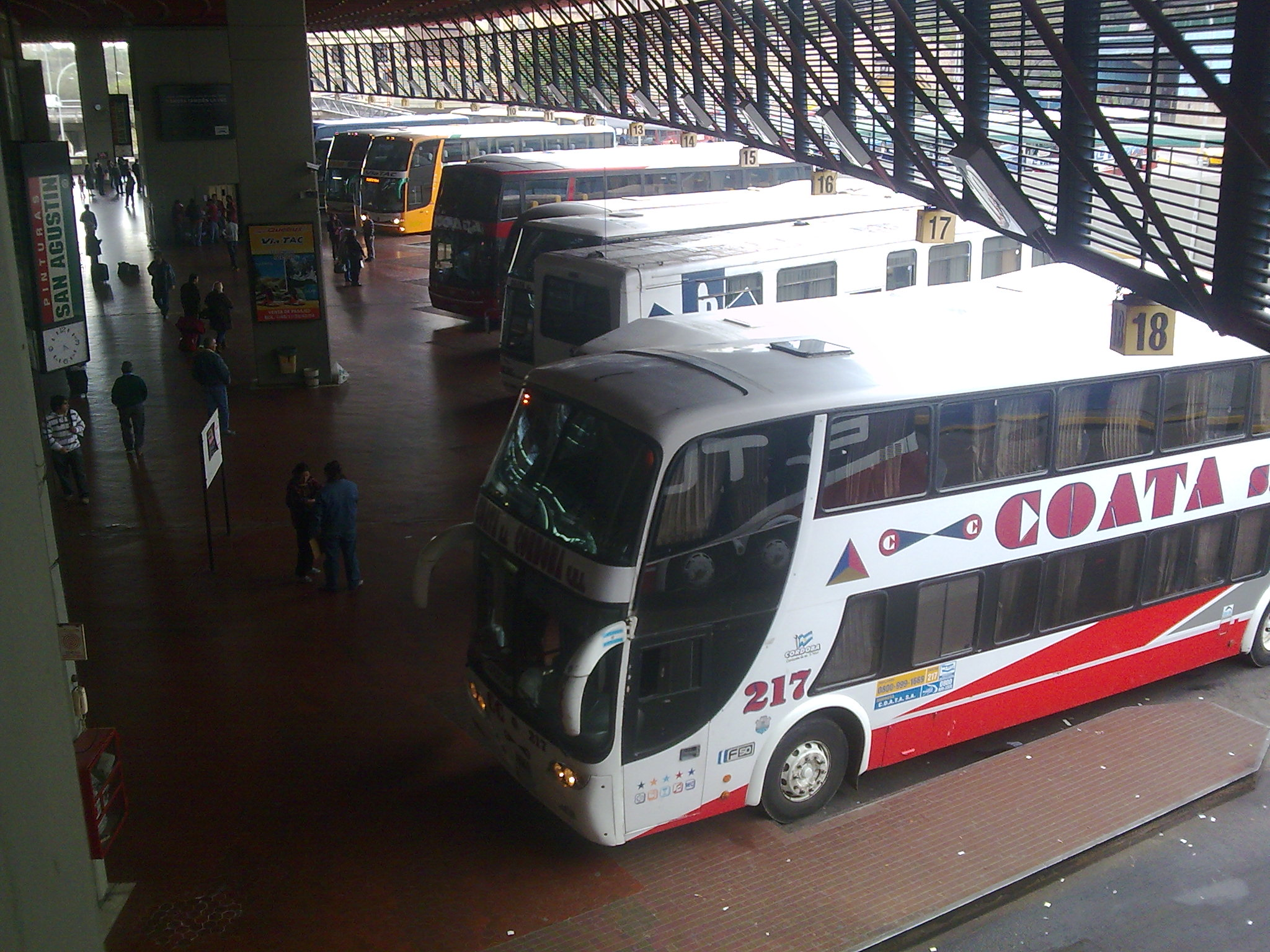
La terminal de ómnibus de Córdoba es una de las más activas de la Argentina. En la foto se observan plataformas de uno de los edificios.

La ciudad de Córdoba posee una extensa y compleja red de accesos, autopistas y avenidas.

La Terminal de Ómnibus Córdoba Sociedad Anónima Unipersonal (TOCSAU) es una importante infraestructura de la Ciudad de Córdoba (Argentina). El complejo consta de dos edificios, conectados mediante un túnel subterráneo. Se encuentra ubicada en barrio Nueva Córdoba, cerca del centro de la ciudad. Es la estación terminal más grande de Argentina.
El actual presidente de la terminal de ómnibus de Córdoba , es Federico Salvi, quien asumió en enero de 2024

## Historia
En el año 1934, por iniciativa de un núcleo de propietarios de ómnibus y con la anuencia de la autoridad respectiva, se comenzaron a concentrar en el Bv. San Juan en las cuadras comprendidas entre la calle independencia y Vélez Sársfield, los ómnibus que servían al transporte colectivo de pasajeros. 
A partir de la iniciativa de los propietarios de ómnibus, la mayor parte nucleados en la Cooperativa "La Única", se hizo realidad la primera Estación Terminal de Córdoba, en un amplio solar ubicado entre las calles San Luis, Obispo Trejo y Vélez Sársfield. El terreno, de casi media cuadra, fue alquilado por la Cooperativa a la Cofradía de las Hermanas Esclavas en la suma de $950 mensuales. Con una inversión cercana a los $200.000 se construyeron las primeras instalaciones con capacidad para doce vehículos en plataforma. La Terminal fue inaugurada el 1 de octubre de 1940. 
El 10 de diciembre de 1971 se inauguró el primer edificio de la Nueva Estación Terminal de Córdoba. La obra inició el 5 de agosto de 1968 y tuvo un plazo de ejecución de 1095 días.
El primer edificio fue emplazado muy cerca del conglomerado urbano y relacionado con las principales rutas por dos vías de fundamental importancia, Bv. Junín y Bv. Reconquista, actualmente Av. Sabattini y Bv. Perón, respectivamente. Se destaca por su innovadora estéreo estructura pintada de color naranja y sostenida mediante tensores de acero a una serie de columnas de hormigón armado. Fue diseñada por los arquitectos J.C. Fontán, L. E. Fandino, H. R. Egea, C.R. Meriles y T. J. Valle Luque. 
La forma del edificio es la de un sector circular en cuatro niveles, con un total aproximado de 23.000 metros cuadrados cubiertos. El lado menor del círculo, en planta baja (cota +/- 0,00) y a nivel del Bv. Perón, corresponde a los accesos principales del público y circulaciones de taxis. Este nivel aloja también a las boleterías y depósitos de equipajes y encomiendas, así como una zona de locales y stand comerciales. El lado de mayor desarrollo de la corona circular, en el primer piso (cota +3,40) y a nivel de la Av. Sabattini, corresponde a los accesos de ómnibus y plataformas sectoriales. El resto de los niveles (entrepiso a nivel +6,90 y subsuelo a nivel -3,40) se instalaron locales comerciales y depósitos.
El 1 de diciembre de 2011 se inauguró el segundo edificio de la Terminal de Ómnibus, llamada Terminal de Ómnibus del Bicentenario. Se emplazó en los predios del viejo Molino Minetti, frente al primer edificio, con un proyecto del estudio de arquitectura Gramática-Guerrero-Morini-Pisani-Urtubey.

## Actualidad
El complejo está compuesto por dos edificios, conectados entre sí mediante un túnel subterráneo y escaleras mecánicas horizontales:
- Terminal 1, también conocida como la terminal vieja, opera como plataforma de salida para servicios de colectivos interprovinciales e interurbanos. Se encuentra ubicada en la calle Presidente Perón 380.[3]
- Terminal 2, denominada también terminal nueva o del Bicentenario, funciona como punto de partida para servicios de colectivos interurbanos con destino a las sierras y a distintas ciudades del interior de la provincia de Córdoba. Su dirección es Presidente Perón 660.[4]

La terminal dispone de una variedad de servicios para los pasajeros, entre los que se incluyen restaurantes, cafeterías, kioscos, cajeros automáticos de las redes Link y Banelco, puntos de carga para la tarjeta Red Bus y lockers disponibles durante las 24 horas.

## Accesos
La Terminal está muy bien emplazada para la unión con el resto de localidades y ciudades importantes del país como así de otras regiones.
Por eso actualmente la TOC está unida con la Red de Accesos de la Ciudad de Córdoba, una de las más importantes y distribuidas correctamente de Argentina.
| Accesos a la ciudad de Córdoba |                              |                                        | |
| Dirección                      | Acceso                       | Avenida                                | Itinerario |
| Norte                          | E-53                         | Av. Monseñor P.Cabrera                 | Río Ceballos, Salsipuedes, Ascochinga, Aeropuerto Internacional Ingeniero Ambrosio Taravella.                                                          |
| Norte                          | E-54                         | Av. Rafael Núñez                       | Villa Allende, Mendiolaza, Unquillo, Río Ceballos. |
| Norte                          | RN 9                         | Av. Juan B. Justo                      | Jesús María, Santiago del Estero, San Miguel de Tucumán, Ciudad de Salta, La Quiaca.                                                                   |
| Norte                          | Variante Juárez Celman       |                                        | Jesús María, Colonia Caroya, Cerro Colorado, luego conecta con la Ruta Nacional 9 "norte" y recorre Santiago del Estero, San Miguel de Tucumán, Salta. |
| Norte                          | A-174                        | Av.Rancagua                            | Camino a Colonia Tirolesa . |
| Este                           | AU 9                         | Av. Estados Unidos                     | Pilar, Villa María, Bell Ville, Marcos Juárez, Rosario.                                                                                                |
| Este                           | RP A112                      | Av. A. Capdevila                       | Santa Rosa de Río Primero. |
| Este                           | RP A088                      | Avenida Malvinas Argentina - Bulnes    | Monte Cristo, Miramar, San Francisco. |
| Este                           | RN 19                        | Av. Rincón                             | Arroyito, San Francisco, Santa Fe. |
| Sur                            | RN 9                         | Av. Sabattini                          | Toledo, Río Segundo, Villa María, Rosario, Buenos Aires.                                                                                               |
| Sur                            | RP 5                         | Av. Armada Argentina                   | Alta Gracia, Dique Los Molinos, Calamuchita, Río Tercero.                                                                                              |
| Sur                            | RN 36                        | Av. Vélez Sársfield                    | Despeñaderos, San Agustín, Almafuerte, Berrotarán, Río Cuarto.                                                                                         |
| Sur                            | Camino Interfabricas         | Av. Gral. Savio                        | Une Camino 60 Cuadras con Ruta Nac.9 Sur |
| Sur                            | A-102 Camino a 60 Cuadras    | Avenida 11 de septiembre               | Aeródromo Coronel Olmedo |
| Sur                            | A-103 Camino a San Carlos    | Av. B. O'Higgins                       | Comuna de San Carlos |
| Sur                            | A-104 Camino a San Antonio a | Av. Valparaíso                         | Bower y San Antonio |
| Oeste                          | U-110 Camino a Saldan        | Av. Ricardo Rojas                      | Saldán, La Calera. |
| Oeste                          | U-109                        | Av. Recta Martinoli                    | Saldán, La Calera. |
| Oeste                          | E-55                         | Av. Colón - Avenida Ejército Argentino | La Calera, Bialet Massé, La Falda, Capilla del Monte, Cruz del Eje.                                                                                    |
| Oeste                          | U 304                        | Variante Pueyrredón                    | Villa Carlos Paz, Mina Clavero, Cosquín, La Falda, Cruz del Eje, San Juan.                                                                             |
| Oeste                          | AU 20                        | Av. Fuerza Aérea                       | Villa Carlos Paz, Mina Clavero, Cosquín, La Falda, Cruz del Eje, San Juan.                                                                             |
| Oeste                          | A 73                         | Variante Costa Azul                    | Cosquín, La Falda, Cruz del Eje. |